# 帕特里斯·卢蒙巴俄罗斯人民友谊大学
55°39′02″N 37°30′07″E / 55.6505192°N 37.5019844°E

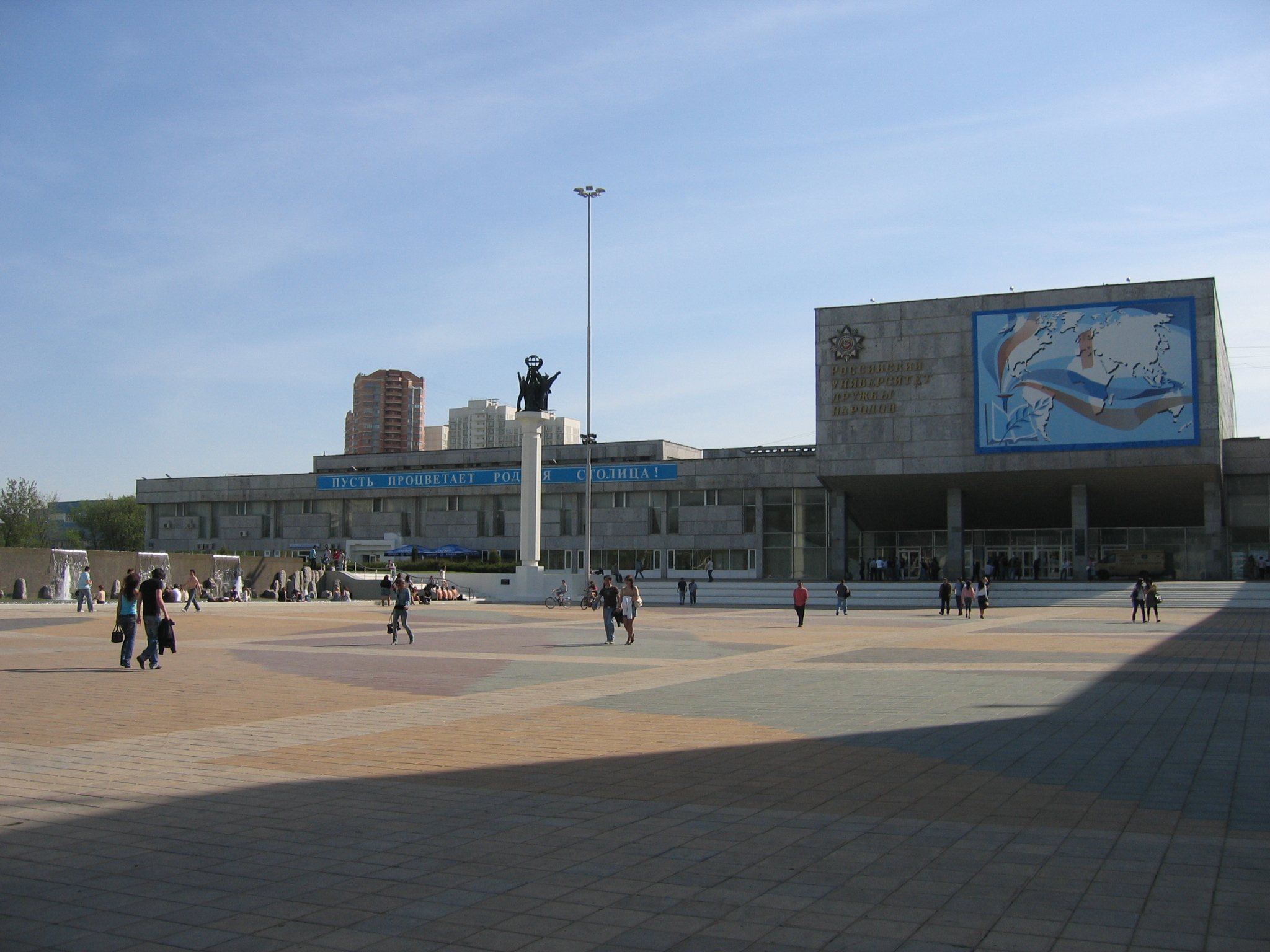
俄罗斯人民友谊大学主教学楼

帕特里斯·卢蒙巴俄罗斯人民友谊大学（俄语：Российский университет дружбы народов имени Патриса Лумумбы），是一所位于俄罗斯莫斯科的著名公立大学，1960年，在时任苏联最高领导人、苏联共产党中央委员会第一书记及苏联部长会议主席（政府首脑）赫鲁晓夫的最高指令下创建，原名为帕特里斯·卢蒙巴人民友谊大学（俄语：Университет дружбы народов им. Патриса Лумумбы），专为第三世界国家培训年轻共产党员。
苏联解体后，该大学1992年改名为俄罗斯人民友谊大学。2023年，恢复原名帕特里斯·卢蒙巴俄罗斯人民友谊大学。

## 俄罗斯人民友谊大学历史

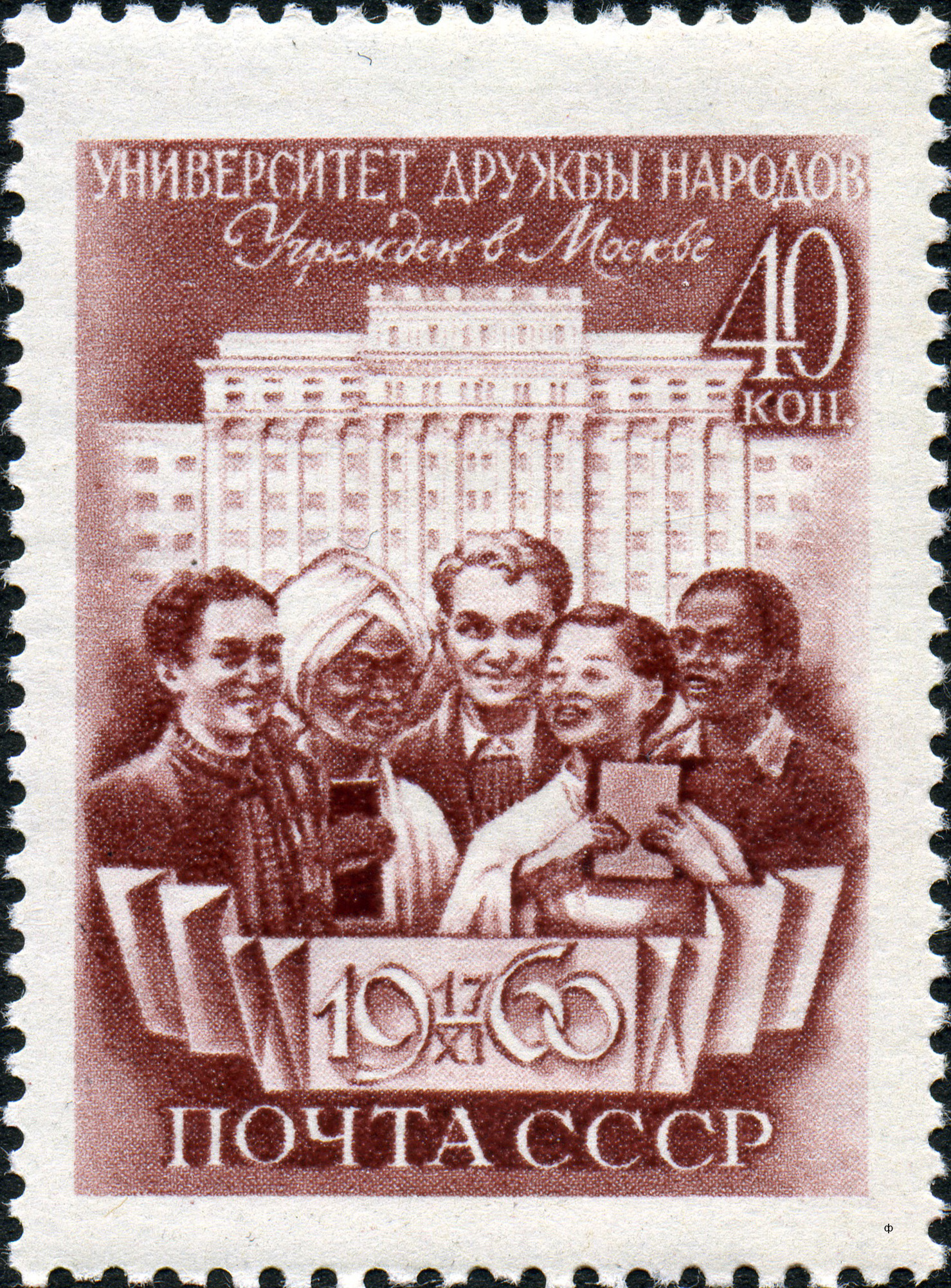
卢蒙巴人民友谊大学成立纪念邮票，1960年

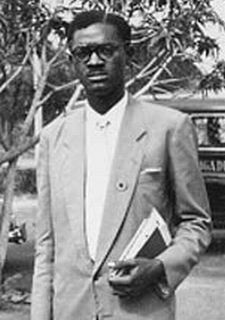
帕特里斯·盧蒙巴

### 帕特里斯·卢蒙巴人民友谊大学的创建
苏联创建多民族性友谊大学是为1950年至1960年间摆脱殖民统治的国家提供文化援助。为亚洲、非洲及拉丁美洲国家培养高水平的专家是创建友谊大学的基本目的。除此之外，友谊大学为来自低收入家庭的年轻人提供了接受高等教育的机会。苏联学生入学通过社会组织和政府机关办理，外国学生入学则通过苏联使馆和领事馆办理。全苏工会中央委员会、苏联亚洲、非洲国家团结委员会、苏联与世界各国友谊及文化联盟工会是友谊大学的创立者。1961年，友谊大学以刚果第一任首相、象征着非洲人民民族解放运动的帕特里斯·卢蒙巴命名。
1960年，友谊大学预科系开始授课；1961年，工程系、历史-语文系、医学系、农业系、物理数学及自然学科系、经济与法系开始授课。第一批来自47个国家的228名毕业生于1965年毕业。1964年，友谊大学成为国际大学组织成员之一，同时获得了向世界青年和学生节派出官方代表的权利。
1975年，俄罗斯人民友谊大学被授予苏联人民友谊勋章，以表彰俄罗斯人民友谊大学在培养来自亚洲、非洲及拉丁美洲的专家领域所做出的贡献。

### 帕特里斯·卢蒙巴人民友谊大学 – 俄罗斯人民友谊大学
1992年2月5日，根据俄罗斯政府的决定，大学更名为俄罗斯人民友谊大学。俄罗斯人民友谊大学创办人为俄罗斯联邦政府。
1990年后，大学开办了新的系（生态系、经济系、法律系、语文系、人文及社会学科系、对外俄语教师水平提高部、医务工作者水平提高部），学院（外语学院、国际经济和商业学院、远程教育学院、酒店管理与旅游学院、引力和宇宙学学院），创办了预科及专业教育系统。俄罗斯人民友谊大学在此期间进入了双层教育系统：本科和研究生。
2000年俄罗斯人民友谊大学开办了联合国教科文组织下属的教研组 – 教育政治对比教研组。
俄罗斯人民友谊大学以俄语授课为主，因此国际留学生在进入友大学习的第一年要在预科班学习，主要是学习俄语。
在2003年11月24日凌晨1时，俄罗斯人民友谊大学留学生6号宿舍楼突发火灾并迅速蔓延，殃及近百名已经入睡的中国留学生，火灾共造成41名学生丧生，其中中国学生死亡12名，45人受伤。虽然有传闻称该火灾系俄国新纳粹极右势力针对外国人有意所为，俄当局仍未启动刑事侦查措施予以侦办。但俄罗斯人民友谊大学遂十分注意防火安全，制定了非常苛刻的防火规定，并在每一个宿舍内安装了防火警报器材，不定时进行夜间防火演练。

## 历任校长
1960 — 1970 — 谢尔盖.鲁缅采夫-Сергей Румянцев(出任友大校长之前，在1955—1960年期间分别担任苏联高等教育部副部长、苏联中等及高等职业教育部副部长以及苏联高等教育部科学和技术委员会主席等职 );
1970 — 1993 — 弗拉基米尔.斯坦尼斯-Владимир Станис; (1966年-1970年任苏联中等及高等职业教育部副部长）
1993 — 1998 — 弗拉基米尔·菲利波夫-Владимир Филиппов (род. 1951);
1998 — 2005 — 德米特里.比利宾-Дмитрий Билибин (2004 — 2005年任校长, 1998 — 2004年代理校长);
2005 — 至今  — 弗拉基米尔·菲利波夫- Владимир Филиппов (第二次出任友大校长，1998—2004年期间任俄罗斯联邦科学教育部部长,2013年2月12日兼任俄罗斯最高学术评审委员会主席。 )

## 校园

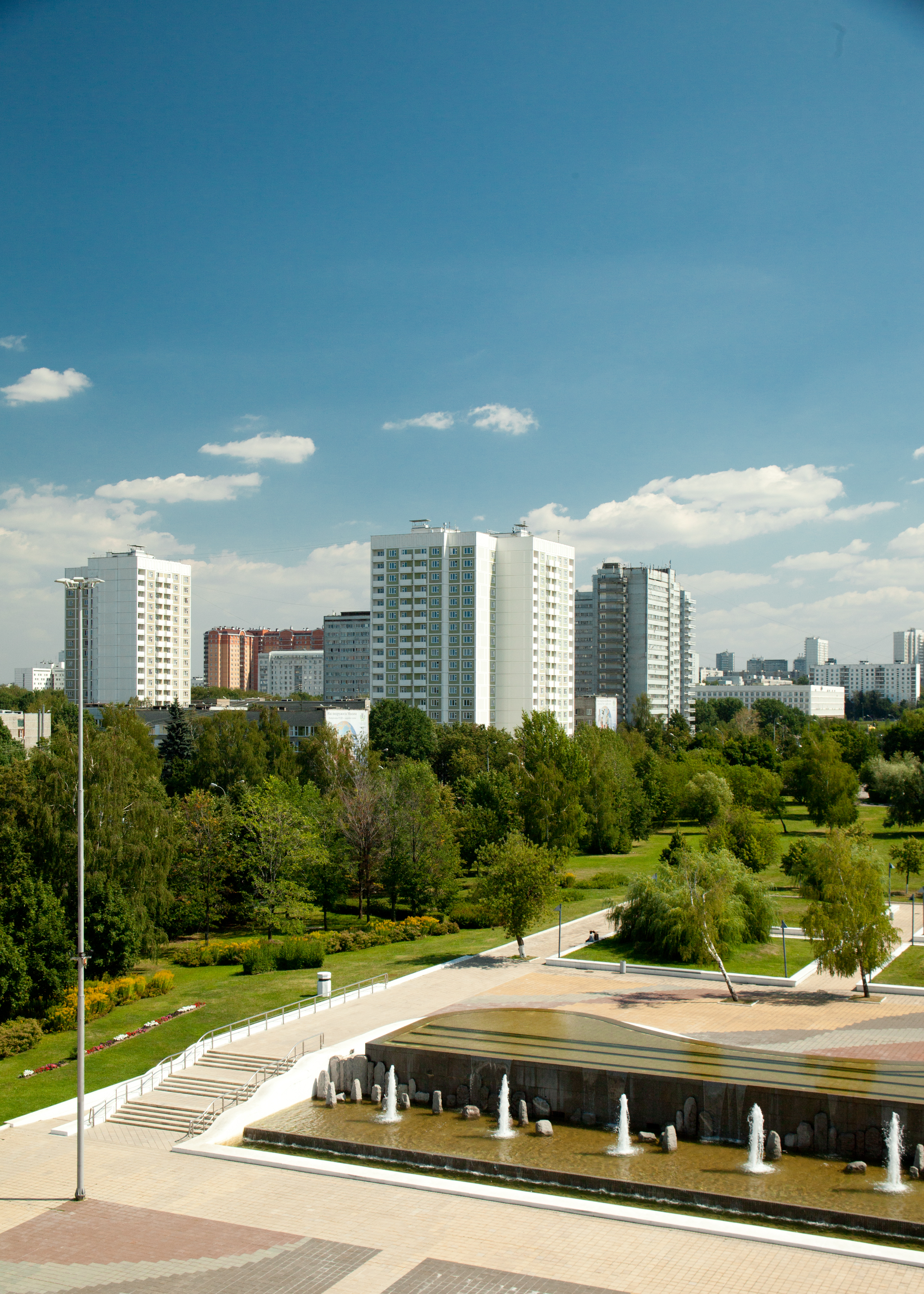
校园一景

俄罗斯人民友谊大学的主校区坐落在莫斯科西南区的森林公园旁边，同时这里也是莫斯科市著名的大学区，坐落着包括俄罗斯人民友谊大学、莫斯科国立师范大学、莫斯科国际关系学院、俄罗斯联邦内务部警察大学、莫斯科国立精细化工学院、俄罗斯地理地质大学、俄罗斯国立普希金俄语学院以及俄罗斯国民经济及总统行政事务学院在内的几十所大学。学校的大学生城紧邻地铁。大学生城内有13幢学生宿舍楼和公寓楼，配有完善的大型体育文化中心，俄罗斯人民友谊大学还拥有一个附属电视台和现代化的综合电视转播中心。此外，友大还拥有藏书量超过200万册的多语种图书馆、器材完备的体育馆、附属的大型市立医院、警察局、移民局、国际文化中心及与国际互联网相连的校园网。友大的医疗制度也很完善，每年为学生进行两次常规健康检查。俄罗斯人民友谊大学除主校区之外工程系以及生态系还拥有各自独立的分校区。

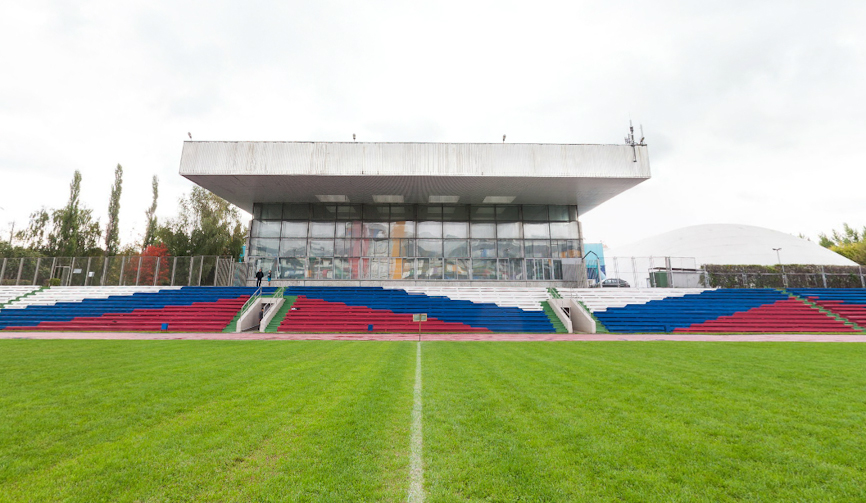
室外足球场一景

位于米克卢哈·马克拉雅街（ул. Миклухо-Маклая）的大学主校园内共有以下建筑 ：
- 主楼“十字架”
- 农业系
- 医学院
- 预科系
- 人文与社会学科系
- 档案馆
- 体育中心（3个足球场、1个室内足球场、4个露天篮球场、1个室内篮球场、9个室内网球场）
- 莫斯科市立第25号医院及俄罗斯人民友谊医学救助中心
- 国际文化中心《国际俱乐部》
- 因特网中心
- 几十家包含全世界各色饮食的学生食堂、餐厅及咖啡厅
- 每栋宿舍楼内的小型商店
- 俄罗斯人民友谊大学警察局分局
- 15栋宿舍公寓楼
- 专门的驾校及大型停车场

## 教学项目及计划
2007年俄罗斯人民友谊大学教育项目《创立教育创新项目和形成创新教育环境，以便通过教育服务输出系统更有效地实现俄罗斯联邦利益》获得了俄罗斯联邦教育和科学部国家优先项目《教育》的帮助。
俄罗斯人民友谊大学的9项教学计划（数学、数学与计算机科学、基础科学与信息技术、应用数学和计算机科学、法理、国际关系、经济）在2011-2012学年《俄罗斯优秀教育创新项目》比赛中取得了胜利。
根据2012年3月12日俄罗斯联邦总统第293号命令，自2012年起，俄罗斯人民友谊大学、莫斯科国立大学、圣彼得堡国立大学可自主创立及自主控制教学计划。

## 国际活动

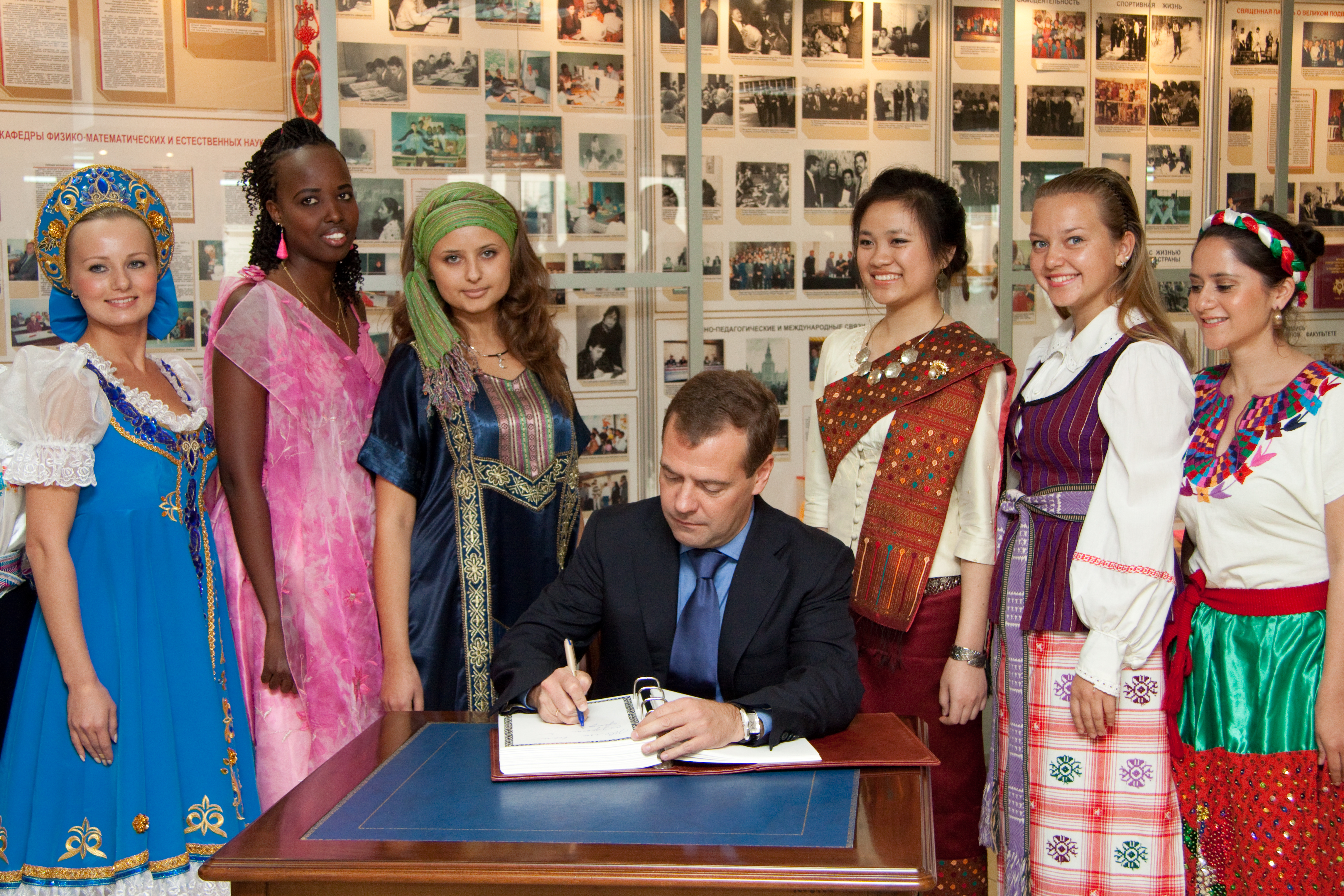
梅德韦杰夫总统视察俄罗斯人民友谊大学.2011

俄罗斯人民友谊大学国际活动的目的 – 提高大学在俄罗斯联邦教育系统及国际教育地位，提高大学符合国际标准的教育水平。
俄罗斯人民友谊大学国际活动的优先方向：
- 与其他国家大学间的合作及与亚洲、非洲、欧洲和美国国际组织的合作。

俄罗斯人民友谊大学积极参加联合国、联合国教科文组织、欧盟、经济合作与发展组织、欧洲培训基金会的项目及论坛。俄罗斯人民友谊大学是国际大学协会、欧洲大学协会、欧亚大学协会、欧洲国际教育协会的成员。与独联体国家（亚美尼亚、阿塞拜疆、哈萨克斯坦、吉尔吉斯坦、摩尔多瓦和乌克兰）大学的合作也是俄罗斯人民友谊大学国际合作的优先方向之一。 俄罗斯人民友谊大学与海外大学、学术中心、国际教育组织共签署了160余份合作合同。
- 实现国际教育计划和项目的实施。
- 联合学术研究（组织学术会议及研讨会）。
- 教育人员交换。
- 为学生提供进修、获得双毕业证书的机会（俄罗斯人民友谊大学计划开展第29个双毕业证书的项目）

2009年上海合作组织成员国五方协商一致，共同确定上海合作组织大学在区域学、生态学、能源学、IT技术和纳米技术等五个专业为优先合作方向，俄罗斯人民友谊大学是生态学合作方向的俄方院校，同时也是上海合作组织大学该专业合作领域的总协调方。
2011年俄罗斯人民友谊大学在《国际活动》方面取得了俄罗斯大学排名第一名。

## 学术工作
俄罗斯人民友谊大学的500余名教师拥有发明和创新项目。俄罗斯人民友谊大学知识库里有约870份版权证书和150份俄罗斯联邦专利。
俄罗斯人民友谊大学举办各类重点研究领域的学术研究活动，其中包括按照俄罗斯及其它外国公司要求进行的活动。
2010年，美俄商会授予俄罗斯人民友谊大学《未来投资创新》等三项工作金奖。
2011年的学术工作主要是围绕以下的几个联邦项目开展：《俄罗斯教育人员创新》、《俄语》、《2007至2013年俄罗斯科学技术优先方向的研究与发展》、《高等院校学术潜力发展》等。
2011年，俄罗斯人民友谊大学是国立大学战略发展项目（根据劳动市场需求、国家社会、经济发展而调整教育结构以便更好地提高大学综合水平）竞赛的优胜者之一。

## 分校
- 索契克拉斯诺达尔边疆区分校-Филиал университета в г. Сочи Краснодарского края

## 院系

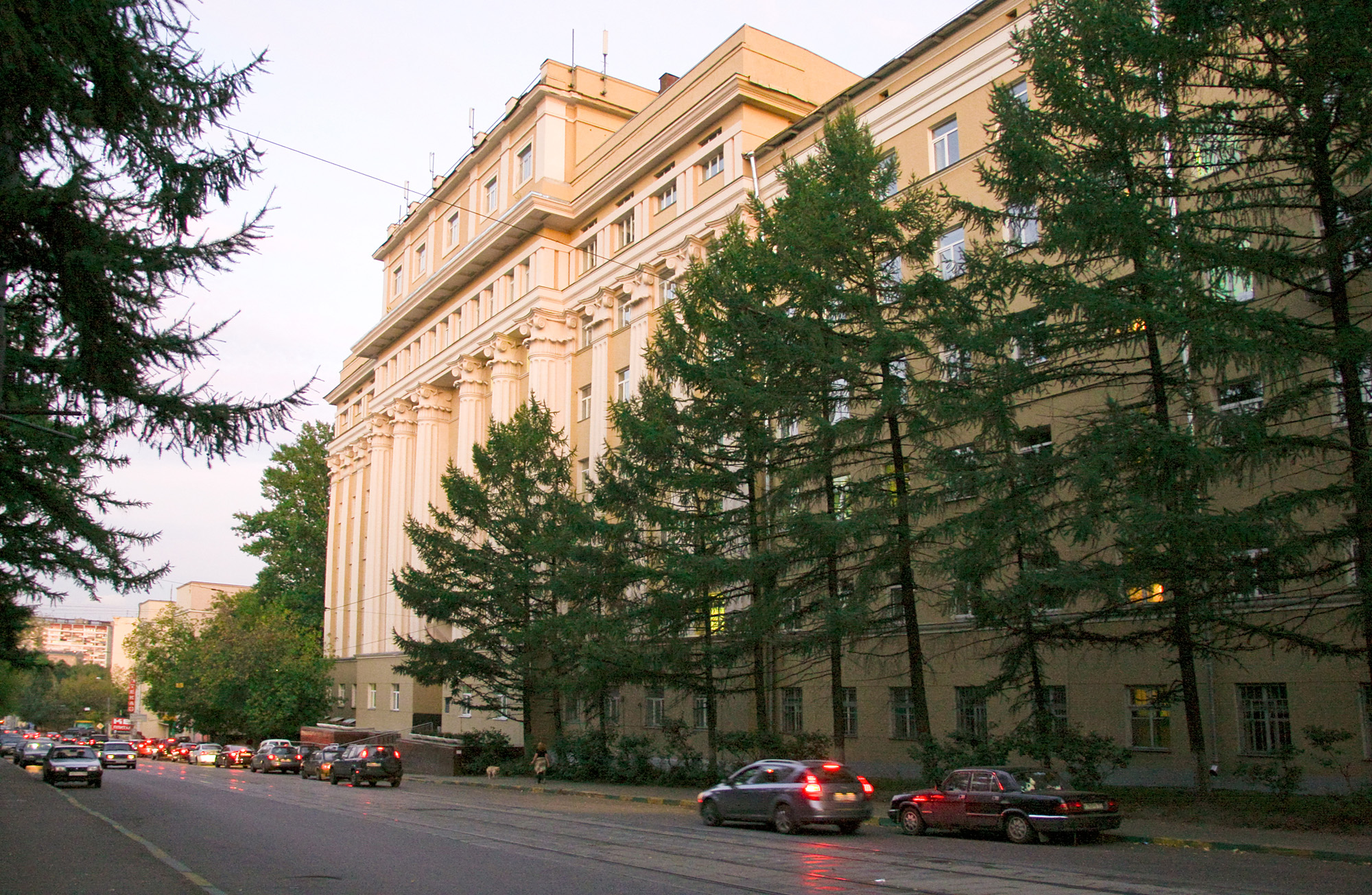
位于俄罗斯人民友谊大学分校区的工程系

### 系
- 农业系
- 生态系
- 语文系
- 工程系
- 经济系
- 人文和社会学科系
- 俄语及基础教育系
- 物理数学及自然科学系

### 学院
- 法学院
- 医学院
- 东方医学院
- 外国语学院
- 国际项目学院
- 酒店管理与旅游学院
- 专家水平提高、培训学院
- 国际经济和商业学院（国际商学院）

### 研究所

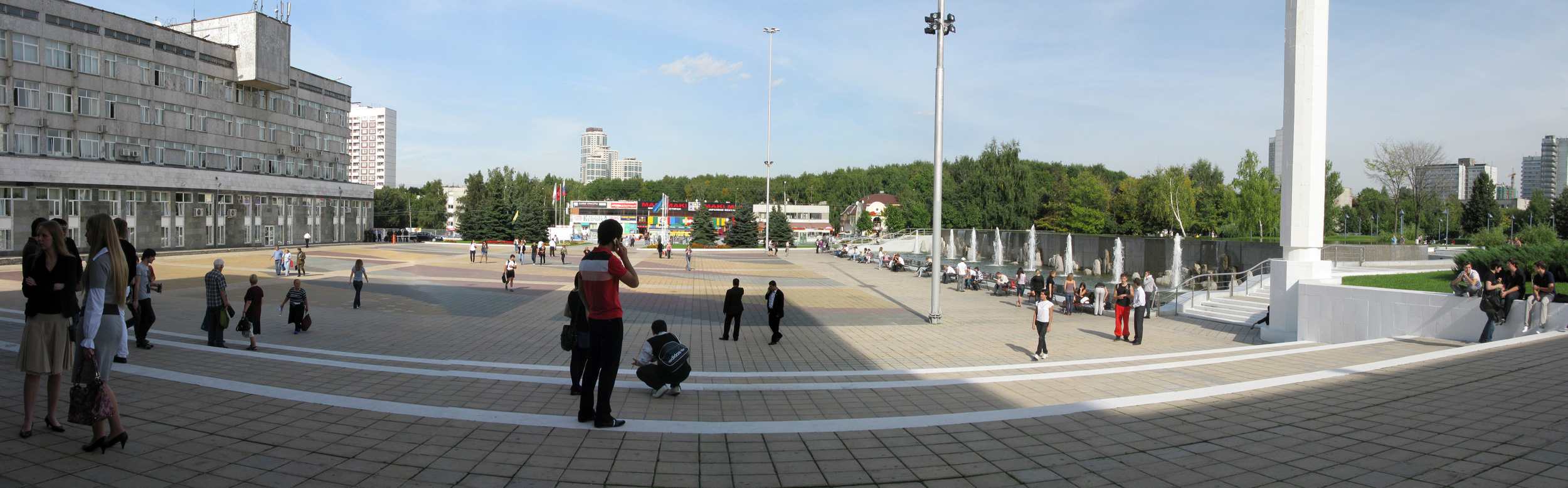
主教学楼前的广场

- 生物医学研究所
- 引力宇宙学研究所
- 医疗创新教育研究所
- 应用技术经济研究及评估研究所

### 公共教研组
- 体育教研组
- 教育政治对比教研组
- 信息技术与继续教育教研组

## 名誉教授

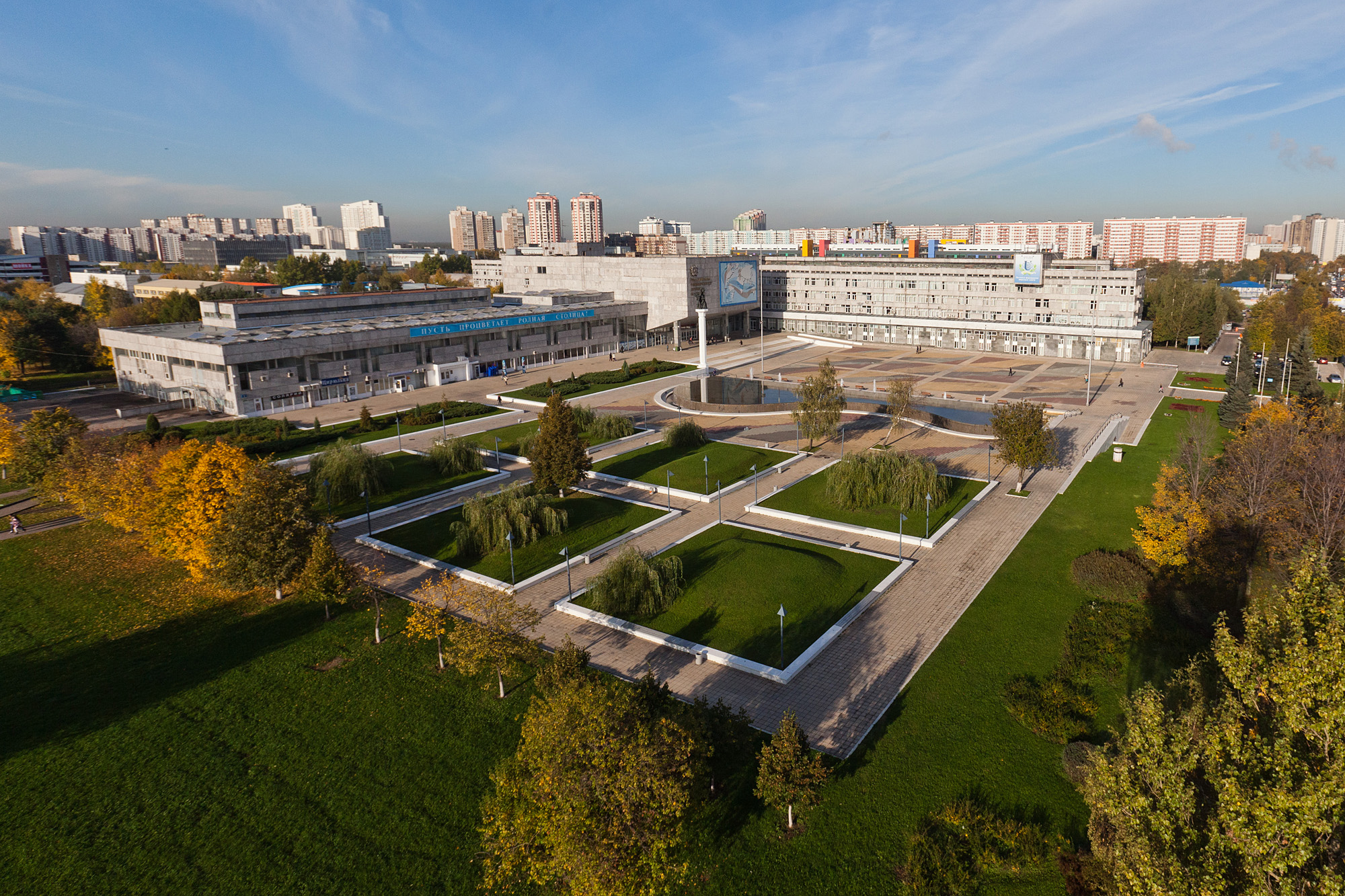
鸟瞰校园

- 维克多·安东诺维奇·萨多夫尼奇，1995年 – 俄罗斯科学院院士，罗蒙诺索夫国立莫斯科大学校长
- 奥多·赫尔瓦尔德特（德国），1995年 – 医学博士，海德堡大学病理所所长
- 齐藤乐浪（日本），1995年 – 全日前战俘协会会长
- 乌里里赫·库南特（德国），1997年 – 医学博士，教授，柏林自由大学外科诊所医师
- 毕兰德拉·比尔·比克拉姆·沙阿（尼泊尔），1997年 – 尼泊尔国王
- 萨姆·努乔马（纳米比亚），1998年 – 纳米比亚共和国总统
- 若泽·爱德华多·多斯·桑托斯（安哥拉），1998年 – 安哥拉共和国总统
- 塔博·姆贝基 （南非），1998年 – 南非总统
- 乔治·罗沙克（法国），1998年 – 教授，法国国家科研中心主任研究员，«Annals de la foundation Lous de Broles»杂志主编
- 钦吉兹·多列库洛维奇·艾特马托夫（吉尔吉斯坦）1991年 – 吉尔吉斯坦作家、社会活动家，吉尔吉斯坦驻卢森堡、法国使馆大使
- 谢赫·哈西娜（孟加拉），2000年 – 孟加拉国总理
- 哈吉·奥马尔·邦戈（加蓬），2001年 – 加蓬总统
- 奥卢塞贡·奥巴桑乔（尼日利亚），2001年 – 尼日利亚总统
- 彼得·杜特克维奇（加拿大） 2006年 - 卡尔顿大学教授，欧洲及俄罗斯研究学院主席
- 弗兰斯·哈尔贝格（美国），2006年 – 明尼苏达时间生物学中心主席
- 卡里姆·卡日莫卡诺维奇·马西莫夫（哈萨克斯坦），2007年 – 哈萨克斯坦总理
- 松浦晃一郎（日本），2008年 – 联合国教科文组织总干事
- 杨·塞得拉克（波兰），2008年 – 欧洲高等教育中心主席
- 马欣达·拉贾帕克萨（斯里兰卡），2010年 – 斯里兰卡总统
- 巴拉特·贾格迪奥（圭亚那），2010年 - 圭亚那总统
- 叶夫根尼·马克西莫维奇·普里马科夫，2011年 – 俄罗斯联邦政府主席，俄罗斯联邦商会主席

## 著名毕业生

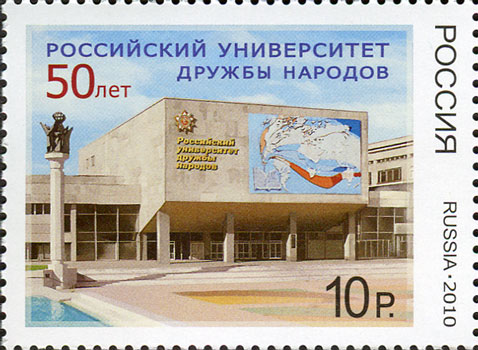
2010年俄罗斯人民友谊大学50周年校庆纪念邮票

俄罗斯人民友谊大学自1960年建校后为全世界特别是亚非拉美国家培养了大量的各类专业人才，毕业生甚至中包括十几位国家元首、几十位部长大使等。
1. 米歇尔·罗杰（Michel Roger），前任摩纳哥国务大臣（首相）。
2. 马哈茂德·阿巴斯（محمود عباس，Mahmoud Abbas），现任巴勒斯坦民族权力机构主席。
3. 巴拉特·贾格迪奥（Bharrat Jagdeo），于1999年到2011年任圭亚那总统。
4. 波尔菲里奥·洛沃（Porfirio Lobo Sosa），洪都拉斯現任總統。
5. 卡里姆·马西莫夫（Кәрім Қажымқанұлы Мәсімов，Карим Кажимканович Масимов，Karim Qajymqanuly Massimov)，现任哈萨克斯坦政府总理。
6. 优素福·萨利赫·阿巴斯（Youssouf Saleh Abbas），现任乍得总理。
7. 米歇尔·乔托迪亚（Michel Am-Nondokro Djotodia）,2013年2月出任负责国防事务的政府第一副总理，同年3月24日发动政变自立为中非共和国总统。
8. 弗拉基米尔·菲利波夫（Владимир Филиппов）现任任俄罗斯人民友谊大学校长，1998—2004年期间任俄罗斯联邦科学教育部部长 )
9. 安娜·查普曼（Анна Васильевна Чапман，Anna Chapman），俄罗斯著名女间谍。
10. 阿列克謝·納瓦爾尼（Алексей Анатольевич Навальный）是俄罗斯著名的律师、政治家及反对派领袖，2013年莫斯科市长选举的候选人。

## 外部連結
- 官方网站 （中文）
- 官方网站 （俄文）
- 俄罗斯人民友谊大学在YouTube上的视频集（页面存档备份，存于）
- 俄罗斯人民友谊大学在Facebook的主页（页面存档备份，存于）